# Harald Wallin
Johan Harald Alfred Wallin (27 de fevereiro de 1887 — 16 de junho de 1946) foi um velejador sueco, campeão olímpico. Ele competiu nos Jogos Olímpicos de Verão de 1908 e conquistou a medalha de prata como tripulante do Vinga ao lado de Carl Hellström, Eric Sandberg, Edmund Thormählen e Erik Wallerius. Quatro anos depois, a bordo do Kitty, conseguiu o ouro nos Jogos Olímpicos de Verão de 1912 com os companheiros os companheiros Hellström, Wallerius, Filip Ericsson, Paul Isberg, Humbert Lundén, Herman Nyberg e Harry Rosenswärd.